# KS Budowlani Sosnowiec
Klub Sportowy Budowlani Sosnowiec – polski klub sportowy sportów walki z siedzibą w Sosnowcu, założony w 1967 roku; Prowadzi sekcję judo, ju-jitsu, aikdo.

## Historia
Klub powstał w 1967 roku przy Klubie „Polonia” Sosnowiec Huty Cedler jako sekcja judo założona przez Zbigniewa Kowala oraz Mariana Blicharza. W 1974 roku cała sekcja Judo działająca przy Polonii Sosnowiec stała się podstawą nowo utworzonego klubu.przy Kombinacie Budownictwa Ogólnego – Zagłębie pod nazwą K.S.”Budowlani”  KBO Zagłębie Sosnowiec.
W 1981 roku zakład opiekuńczy KBO Zagłębie zrzekł się patronatu nad klubem, po czym klub zmienił nazwę na K.S. „Budowlani” Sosnowiec i rozpoczął prowadzenie działalności gospodarczej na rzecz działalności statutowej. Prezesem klubu został Adam Górnik, który zarazem był trenerem klubu wraz z Maksymilianem Klankiem oraz Marianem Jasińskim. Działalność klubu była prowadzona w obiektach Uniwersytetu Śląskiego w Sosnowcu oraz salkach szkół Podstawowych w Sosnowcu. Od 1984 roku prezesem Klubu był Maksymilian Klank, a wiceprezesem ds. sportowych Marian Jasiński. Natomiast od 1999 roku Marian Jasiński został prezesem i głównym trenerem w klubie.
Aktualnie Klub posiada swoją siedzibę główna przy ulicy 1-go maja 23 w Sosnowcu gdzie prowadzone są treningi w salkach do Judo/ Ju-Jitsu oraz treningi siłowe na własnej siłowni; Ponadto klub prowadzi zajęcia w filiach zlokalizowanych na obiektach MOSiRu na Niwce i Ostrowach Górniczych oraz w szkołach Podstawowych nr 45, 39, 27, 3, 5 oraz w ościennych miastach w Mysłowicach i Katowicach.

## Osiągnięcia
W sumie dorobek wynikowy  Zawodników i Trenerów Klubu to blisko 60 medali Mistrzostw Europy i Świata w kategorii Juniorów do lat 18, Młodzieży do lat 21 i Seniorów w Judo i Ju-jitsu .
W historii Klubu trzy osoby za swoje osiągnięcia zostały laureatami nagrody na  Najlepszego Sportowca Miasta Sosnowca mianowicie: Bożena Strzałkowska, Dariusz Zimoląg i Martyna Bierońska.